# COME ON! CLASH BABY
『COME ON! CLASH BABY』（カモンクラッシュベイビー）は、高口里純による日本の漫画作品。

## 概要
この作品のみGペンや丸ペンではなく、ミリペンかボールペンで作画されている。江口寿史の影響を窺える絵柄、コマ割りである。書き下ろしコメントに「女子高生のファッションが描きたかったのだが、何故かバトル漫画になった」という意味のことが書かれている。
オムニバス形式
- vol.1 （「COMIC P!」POPEYE1998年臨時増刊号、マガジンハウス）
- vol.2 （「COMIC anan」an・an1999年臨時増刊号、マガジンハウス）
- vol.3 （同人誌）
- カブト兄弟の暴力的日常 （描き下ろし）

## 登場人物
上田 百瀬（うえだ ももせ）
高校二年生。17歳。新参のストリートファイター。無口。一年前PHS狩りに遭い初めて人を殴った。その時自分には、殴られる苦痛よりも殴る快感が勝ることを知った。「本能としてバトルを好む女」とハクに分析される。セックスよりも、友達、親よりも殴り合いを必要とする。
ストリートファイトを始めたことで〝カスケード〟に目を付けられた。初戦のすずめには勝つ。カブトの顔を初対面で一発殴るが負ける。
深夜に行われるバトルフィールドB地区でのファイトで全戦全勝だったが、馨と対戦し負けた。
何度か〝カスケード〟の溜まり場へ出向きカブトに挑戦するが、一発も殴れず敗北する。
カブト
ストリートファイトチーム〝カスケード〟のリーダー。新参者のファイター・モモセを知り、すずめにモモセとのファイトに向かわせた。
顔面を一発殴られたことでモモセに執着するようになる。モモセのファイトの仕方を見て「化け物」だと形容する。
馨（かおる）
カブトの二歳年下の弟。〝カスケード〟の先鋒。〝カスケード〟ではカブトの次に強い。〝カスケード〟の溜まり場では帽子とブーツのみ着た格好でうろつく。モモセとの対戦では数度殴られたが勝利する。モモセを抱きたがるが、ハクに「抱いたら負ける」と助言される。
すずめ
〝カスケード〟のメンバー。女子高生。モモセに敗北した。カブトを殴ったモモセに驚く。
ハク
〝カスケード〟のメンバー。サングラスをかけた男。モモセや〝カスケード〟のメンバーを冷静に観察、分析している。モモセのファイトの仕方を面白がる。
ガンボ
〝カスケード〟のメンバー。筋肉質の巨漢。

## 書誌情報
高口里純 『COME ON! CLASH BABY』 祥伝社〈FEELコミックス〉全1巻
- 2002年11月8日発行、ISBN 4-396-76290-9[1]
- 同時収録
  - 「熱の花」徳間書店「Chara」2002年4月号
  - 「リンダマン」